# توقیف (فیلم ۲۰۱۱)
توقیف (انگلیسی: Detention) یک فیلم کمدی اسلشر آمریکایی در سال ۲۰۱۱ به کارگردانی جوزف کان و نویسندگی مشترک کان با مارک پالرمو است. فیلم در مارس ۲۰۱۱ در جنوب از جنوب غربی در آستین، تگزاس نمایش داده شد. در فیلم جاش هاچرسون، شنلی کسول، اسپنسر لاک و دین کوک به ایفای نقش می‌پردازند.